# Сединкино
Сединкино — село в Заводоуковском районе Тюменской области. В рамках организации местного самоуправления находится в Заводоуковском городском округе.

## География
Село находится на юго-западе Тюменской области, в пределах юго-западной части Западно-Сибирской низменности, в лесостепной зоне.
Расположено при озере Данилово, до 1950-х годов назывался пруд Уковской вершины. Именно здесь, согласно старым картам располагался исток реки Ук. На современных картах показана река Ольховка впадающая в реку Ук.
Расстояние до села Першино 7 км, села Колесниково 10 км, районного центра города Заводоуковска 32 км (через п. Мичуринский), областного центра города Тюмени 132 км..

### Климат
Климат континентальный с холодной продолжительной зимой и тёплым относительно коротким летом. Средняя температура воздуха самого холодного месяца (января) — −18,7 °C (абсолютный минимум — −47,3 °C); самого тёплого месяца (июля) — 18 °C (абсолютный максимум — 38,4 °С). Безморозный период длится в среднем 111 дней. Среднегодовое количество атмосферных осадков составляет 181—469 мм, из которых 70 % выпадает в тёплый период. Продолжительность залегания снежного покрова составляет в среднем 164 дня.

### Часовой пояс
Село Сединкино, как и вся Тюменская область, находится в часовой зоне МСК+2. Смещение применяемого времени относительно UTC составляет +5:00.

## История
Основали деревню уроженцы погоста Гуляевского Краснослободской слободы Сединкин Иван Дорофеевич  с сыном Константином. Впервые упоминается в ревизской сказке 1782 г. . В 1850-е годы рядом с деревней Сединкиной переселенцы из д. Кошкина и д. Мокрая Орловской губернии основали две деревни. Названия они получили по прежнему месту жительства переселенцев д. Кошкина и д. Мокрая. В конце 20 века они слились с деревней Сединкиной. С 1948 года Сединкино стало селом.
- С 1782 года относилась к Кизакской слободе, с 1795 года входила в состав Пятковской волости  Ялуторовского уезда, с 1812 в Новозаимской волости, с 1834 в Пятковской волости [4].
- В 1912 году в Сединкиной были: хлебозапасной магазин, торговая лавка, 2 ветряных мельниц, маслодельня, кузница, пожарная охрана[8].
- Деревня Сединкина относилась к приходу Троицкой церкви села Ново Уковского[9]
- В конце 1919 года в Сединкино образован Сединкинский сельский совет в Пятковской волости Ялуторовского уезда, в начале 1924 вошел в Новозаимский район, с 10.06.1931 по 25.01.1935 годы в составе Ялуторовского района. 17.06.1954 Сединкинский сельсовет упразднен, вошёл в Хорзовский сельсовет Новозаимского района, с 28.04.1962 в Омутинском районе, с 12.01.1965 в Заводоуковском районе. С 24.01.1968 года Хорзовский сельсовет упразднен, вошёл  в Першинский сельсовет Заводоуковского района. С 1.01.2005 года Сединкино находится в Заводоуковском городском округе[10].
- В период коллективизации в Сединкино образованы два колхоза «Новая жизнь» (1930) и «Советская Сибирь» (1931), в 1951 объединились в один колхоз им. Ворошилова. В 1954 им. Ворошилова объединился с колхозом им. Буденного, создав колхоз им. Маленкова, позднее переименован в колхоз «Сибиряк». [11].
- В советское время в селе действовали детский сад, начальная школа. 22 мая 2017 года в Сединкино пришел газ, в 2021 году открылся фельдшерский пункт (ФАП) [4].

## Население
| 1782 | 1816 | 1834 | 1850 | 1858 | 1897 | 1926 | 1989. | 2002 | 2010 | 2021 |
| 30   | 70   | 94   | 134  | 565  | 533  | 817  | 282   | 257  | 231  | 175  |

| 2010 |
| ---- |
| 231  |